# Кремнёв, Игорь Александрович
И́горь Алекса́ндрович Кремнёв (род. 15 мая 1963) — российский дипломат. Чрезвычайный и полномочный посланник 1 класса (2020).

## Биография
Окончил Московский государственный институт международных отношений (МГИМО) МИД СССР (1985). Владеет арабским и английским языками. На дипломатической работе с 1985 года.
В 2006—2009 годах — советник-посланник Посольства России в Саудовской Аравии.
В 2011—2018 годах — заместитель директора Департамента Ближнего Востока и Северной Африки МИД России.
С 19 сентября 2018 по 9 августа 2022 года — чрезвычайный и полномочный посол Российской Федерации в Бахрейне.

## Дипломатический ранг
- Чрезвычайный и полномочный посланник 2 класса (1 июня 2009)[3]
- Чрезвычайный и полномочный посланник 1 класса (25 декабря 2020)[4].

## Награды
- Знак отличия «За безупречную службу» XXX лет (29 июня 2018) — За большой вклад в реализацию внешнеполитического курса Российской Федерации и многолетнюю безупречную государственную службу[5]